# Полель
Полель — давнослов'янський бог шлюбних зв'язків. У реконструкціях син Лади і Сварога, рідний брат Леля і Лелі. На відміну від свого брата, Полель не крутить дівчатам голови, його сопілка грала для двох люблячих сердець, він на весіллях співає пісні. Зовнішньо брати дуже подібні, тільки Полель старший, мужніший, вищий та ширший у плечах. Полель любить весну, коли разом з природою у серцях людей прокидається велике почуття, а ще більше любить осінню пору шлюбів, коли закохані серця з'єднуються.

## У писемних джерелах

### Акти Галицько-Волинського князівства
Полель згадується у витязі із караїмської хроніки про прибуття з Криму в Галич близько 1243 або 1246 року караїмів і надання їм князем Данилом грамоти, згідно з якою він дарує землі, дозволяє виробництво і вільну торгівлю напоями. Для кладовища їм відвели місце на високому березі річки Чев, напроти божниці, яка раніше називалась «Лель Полель» (przeciwko boznicy dawniey zwaną «Lelom Polelom»).
На думку Антонія Петрушевича, малася на увазі колишня православна церква святого Пантелеймона, а потім костел францисканців святого Станіслава поблизу Галича.

### Мацей Мєховський
Мацей Мєховський у «Хроніці польській» (1519) пише:
```
«Шанували Леду, матір Кастора і Поллукса, близнюків, з одного яйця народжених, про що чути в нинішні дні від співаючих найдавнішу пісню «Lada, Lada, Lleli, Lleli, Poleli» з лясканням і оплесками. Ладою (як можна судити по живій мові) звали Леду, а не Марса, Кастора - Лелем, Поллукса - Полель. <...> У дитинстві бачив трьох ідолів із вищеназваних, на частини розбитих, біля монастиря св. Трійці в 
Кракові»
[
4
]
.
```

### Марцін Бельський
Марцін Бельський у «Хроніці Польській» (1551) повідомляє:
```
«Мали ще й інших своїх богів, як Леля і Полеля (Lela i Polela), яких дехто вважає Кастором і Поллуксом» 
[
5
]
.
```

### Марцін Кромер
Мартін Кромер у праці «Про походження й діяння поляків» (1555) говорить про польських язичницьких богів:
```
«Деякі до них додають Леля і Полеля (Lelum & Polelum) (яких, як понині чуємо, на бенкетах і пиятиках закликають) і вважають їх Кастором і Поллуксом»
[
6
]
.
```

### «Поступ права чортівського проти роду людського»
Під впливом церкви образ веселих богів почав демонізуватися. Лель і Полель стали сприйматися як біси. Анонімний «Поступ права чортівського проти роду людського», виданий 1570 року, — дітище народної літератури, яке демонструє різні зв'язки із середньовічною літературою, зокрема перефразовує апокрифи, такі як «Життя Адама та Єви», використовує такі трактати, як «Процес управителя пекельної злоби проти роду людського», а також реформаційну літературу, й черпає деякі ідеї з «Театру дияволів». Однак польський трактат є не лише компіляцією, він також враховує місцевий колорит, приносячи немало інформації про польську демонологію XVI століття. Чорти там часто носять імена польських язичницьких богів. У тому числі чорт Коффель («Кухоль»), ротмістр чортівської орди Вакха, напившись,
```
«кличе до себе інших чортів, яких називають: Гейдаж, Гала, Ілелю, Полелю» 
[
8
]
.
```

### Якуб Вуєк
Якуб Вуєк у «Постиллі католицькій» (1574) пише, що
```
«була колись Польща наша темностями, коли замість справжнього і живого Бога бісівства Йеш, Лад, Ніїв, Маржан, Зєван, Зизилій, Живів, Погод, Похвістів, Лелів-Полелів (Lelipoleli), блискавки, зірки і вужів хвалили»
[
9
]
.
```

### Мацей Стрийковський
Мацей Стрийковський у своїй праці «Хроніка польська, литовська, жмудська і всієї Русі» (1582) розповідає:
```
«Також Кастора і Поллукса, римських богів, вшановували, яких Лелюсем і Полелюсем (Lelusem i Polelusem) називали; ще й до нинішніх часів у 
мазурів
 і поляків на бенкетах, коли випивають, явно чуємо, як вигукують: «Лелюм по Лелюм (Lelum po Lelum)». Шанували і мати Леля і Полеля Леду... Мали звичай чоловіки і жінки, старі і молоді, на свята тих богів своїх сходитися в одне місце для танців і інших забав, і цю сходку звали «Купала», особливо 25 дня травня місяця і 25 червня, що ще до цього часу на Русі і в Литві зберігається. Бо відразу після Провідного тижня і до дня св. Яна Хрестителя жінки і дівчата на танці громадою сходяться і, взявшись за руки, повторюють: «Ладо, Ладо!» і «Ладо моя!», в пам'ять Леди, або Ладони, матері Кастора і Поллукса, але прості люди не знають, звідки цей звичай походить»
[
10
]
.
```

### Каспер Мясковський
За словами поета Каспера Мясковського у «Зборі ритмів» (1612), ім'я Ісуса
осяяло Лехове плем'я,
ллючи спасенне джерело йому на тім'я,
вигнавши з Ладою Лелю Полелю (Lelu Polelu),
ще звичних тут божків при хмелю

### Синопсис Київський
Синопсис Київський (1674) пише так:
```
«Сія же мерзость отъ древнѣйшихъ идолослужителей произъиде, иже нѣкихъ боговь Леля и Полеля почитаху: их же богомерзское имя и донынѣ по нѣкимъ странамъ на соньмищахъ игралищныхъ пѣніемъ «Лелюмъ Полелюмъ» возглашають. Такожде и матерь Лелеву и Полелеву Ладу, поюще «Ладо, Ладо», и того идола ветхую прелесть діавольскую на брачных веселіяхъ рукама плещуще и о столъ біюще воспѣвают; и отъ сего православному христіанину всячески блюстися подобаетъ, да не возбужденіе казни Божія бываетъ»
[
12
]
.
```

### Ігнатій Римський-Корсаков
Митрополит Сибірський і Тобольський, стольник царя Олексія Михайловича Ігнатій Римський-Корсаков у праці «Генеалогія явленої від Сотворіння світу фамілії, незрівнянного за стародавністю часу роду… Корсаків-Римських» (початок 1680-х років) вбачав відображення історії спадкоємців родоначальника Корса, що прийшли із легендарним вождем Палемоном у балтійські землі, в деяких слов'янських звичаях, які зберегли елементи язичництва:
```
«Так само і батька, і матір, і братію Корсумову за богів вважали; і до теперішнього часу в простих людях не викорінилося: «Лелюм-полелюм» приспівують Палемонові; так само і мачусі Геркулесовій, яка народила Єлену Прекрасну, тітку Корсову, приспівують: «Ладо-ладо», і ін.»
[
13
]
.
```

### Пшибислав Діаментовський
Пізній письменник Прокош (Пшибислав Діаментовський) (1669–1774) в «Слов'яно-сарматській хроніці» (1764) стверджував, що
```
«...Лель, або Лелюм (Lel alias Lelum), хоробрий король слов'ян, чоловік найгарнішої королеви Лони. Після своєї смерті за найбільшу військову мужність і милосердя до підданих божеськими почестями був нагороджений вдячним народом. Вживав як знак герб свого предка 
ськийфа
, тобто півмісяць рогами догори. 
...Шанувався Лель як захисник свободи (і тому Свободою називався) ...Полель (Polel) же як страж Вітчизни, і вірили, що вони обидва були послані верховними богами Тржи і Живе. Першому (Лелеві) князі і знатні роди багатющі жертви приносили; другому ж (Полелеві) — весь народ. Кожному було споруджено святилище з білого каменю в головному місті Кародун (Кракові) недалеко від гір, званих Татри, де народ, що у великій кількості збирався в певний час, приносив їм жертви, особливо жирних свиней, спеціально для цього відгодованих»
[
14
]
.
```

Дослідники тексту Прокоша вказують, що зв'язок богів-близнят зі знатними воїнами і простим народом — спільноіндоєвропейська риса. Так, в іспанській легенді селянка народжує одного близнюка від лицаря, іншого — від свого чоловіка. Перший стає героєм Сідом, другий — простим землеробом. Прокош говорить також, що Лель, подібно до свого предка Скіфа, мав герб у вигляді півмісяця рогами догори. У Польщі існував герб Леліва: золота зірка над півмісяцем рогами вгору, в нашоломнику — те ж саме на тлі павичевого хвоста. Ця емблема — стародавній символ сонця і місяця, що сягає ахеменідського Ірану. А хвіст павича — давньогрецький символ зоряного неба («очі Аргуса»). Лель у Прокоша, таким чином, виступає богом світла і всіх небесних світил. На знаменитому скіфському гребені з Солохи два воїна, кінний і піший, б'ються з третім. Він уже втратив коня і насилу відбивається, прикриваючись щитом у вигляді півмісяця рогами догори. Як вважають скіфологи, це — Колаксай-Скіф, що гине в бою з братами.

### Петро Іродіонов
Священик Петро Іродіонов з міста Торопець у Росії у краєзнавчій праці «Історичні, географічні та політичні відомості, що міста Торопця і його округу стосуються» (1777), яка містить цінні етнографічні відомості, повідомляв, що, поряд з іншими залишками ідолопоклонництва, місцеві мешканці
```
«при початку весіль, вилазячи на високі місця, співали в недавніх роках пісні, закликаючи на допомогу Ладу, Леню, Лелю, Полелю і решту»
[
15
]
.
```

### Йован Раїч
Сербський історик XVIII століття Йован Раїч у своїй чотиритомній «Истории разных славенских народов, наипаче болгар, хорватов и сербов, из тмы забвения изятой и во свет исторический произведенной» (1794) писав: 
```
«Тому предки были иные идолы Леля и Полеля, и мати ихъ Лада. Почитаніе ихъ въ плесканіяхъ руками бывало и пѣніи»
[
16
]
.
```

## У фольклорі

### Пісні
У пісні з Дроздовиці під Перемишлем:
Лелю-Полелю, коли ж я воли пасла,
Лелю-Полелю, тогди я била красна.
Лелю-Полелю, тепер же я волів не пасу,
Лелю-Полелю, загубила ж я красу.

### Приказки
У приказці з села Кобиловолоки Теребовельського повіту про тих, хто працює помалу, ліниво, говорили:
Робит, як Лелюм-Полелюм.
Цікаве прислів'я з Подільської губернії подав у своєму словнику Борис Грінченко: «Чого ти ходиш Лельом — Полельом, наче тобі ступінь по червінцеві», тобто ледве ноги пересуваючи.

## В антропонімії
В македонських документах XV століття фігурує антропонім Полель («Воихна Полелѣѥвь оуноукъ»).

## У топонімії
Лелум і Полелум (острови на озері Дравсько у Польщі, на території гміни Чаплінек Дравського повіту Західнопоморського воєводства).

## Стан досліджень
Спочатку автентичність богів Лели та Полеля не заперечувалась, про що свідчить їхня популярність, наприклад, серед польських письменників, таких як Ігнацій Красицький, Юліуш Словацький та Станіслав Виспянський.
Александер Брюкнер, який підхопив тему польського пантеону, категорично відкинув автентичність Леля і Полеля. Він вважав, що вигук Łada, Łada, Ilel та Lela Poleli, який цитує Мєховський, насправді є лише п'яним співом, вигуком, схожим на tere-fere або fistum-pofistum, і що нібито імена походять від слова lelać (колихати). Незважаючи на значні досягнення Брюкнера, сучасні польські дослідники звинувачують його в гіперкритичному чи навіть псевдонауковому підході до теми польського пантеону.
Польський історик Антоні Даниш вказував, що Ян Амос Коменський хибно вважав Lelom-polelom звичайним вигуком, який випадково виник і був підхоплений іншими людьми, бо він насправді має міфологічне походження.

## У культурі

### Музика
- «Lao Che»: Lelum Polelum
- Польський гурт «Rod»: Lelum Polelum (альбом)[27]
- Польський репер Сулін: Lelum Polelum